# Jan-Erik Lövgren
Jan-Erik Lövgren, född 25 september 1955 i Ramsele församling i Västernorrlands län, är en svensk militär.

## Biografi
Lövgren avlade gymnasieexamen som gymnasieingenjör 1975, gjorde värnplikten som arméingenjör 1976 och utnämndes samma år till fänrik, gick grundläggande arméingenjörsutbildning 1 1977, befordrades till löjtnant 1977, var repetitör vid Arméingenjörkadettskolan 1977–1978, tjänstgjorde vid Skaraborgs regemente 1978–1979, gick grundläggande arméingenjörsutbildning 2 1979, var chef för Tekniska detaljen vid Älvsborgs regemente 1979–1981, befordrades till kapten 1980, var utbildningshandläggare vid staben i Tygtekniska kåren 1981–1982, gick Allmänna tekniska kursen vid Armélinjen på Militärhögskolan 1982–1983 och gick Högre tekniska kursen vid Militärhögskolan 1983–1985.
År 1985 befordrades han till major, varpå han var lärare och kurschef vid Militärhögskolan 1985–1987, generalstabsaspirant vid Planeringsavdelningen i Försvarsstaben 1987–1988, detaljchef i Utrustningsavdelningen i Arméstaben 1988–1991, biträdande projektledare för ny stridsvagn vid Fordonsavdelningen i Huvudavdelningen för armémateriel i Försvarets materielverk 1991–1994, befordrad till överstelöjtnant 1993. Han var chef för Skolbataljonen vid Arméns tekniska centrum 1994–1995 och chef för Arméns tekniska skola 1995–1998, utnämnd till överstelöjtnant med särskild tjänsteställning 1996. Åren 1998–2004 var han åter verksam vid Försvarets materielverk: som produktområdeschef för stridsfordon i Armématerielledningen i Division armémateriel 1998–1999, som tillförordnad chef för Armématerielledningen 1999, som chef för PlanP 2000–2002, som företrädare för markstridssystem i Framtek i Analysenheten i Systemledningen 2002–2003 och som teknisk chef för markstridssystem i Produktionsledningen 2003–2004. Han befordrades till överste 2000.
Lövgren var därefter ställföreträdande generaldirektör vid Inspektionen för strategiska produkter 2004–2014 och därvid vid två tillfällen tillförordnad generaldirektör: 1 juni till 31 augusti 2005 och 2012–2013.[källa behövs]
Jan-Erik Lövgren invaldes 2006 som ledamot av Kungliga Krigsvetenskapsakademien.